# 多言語

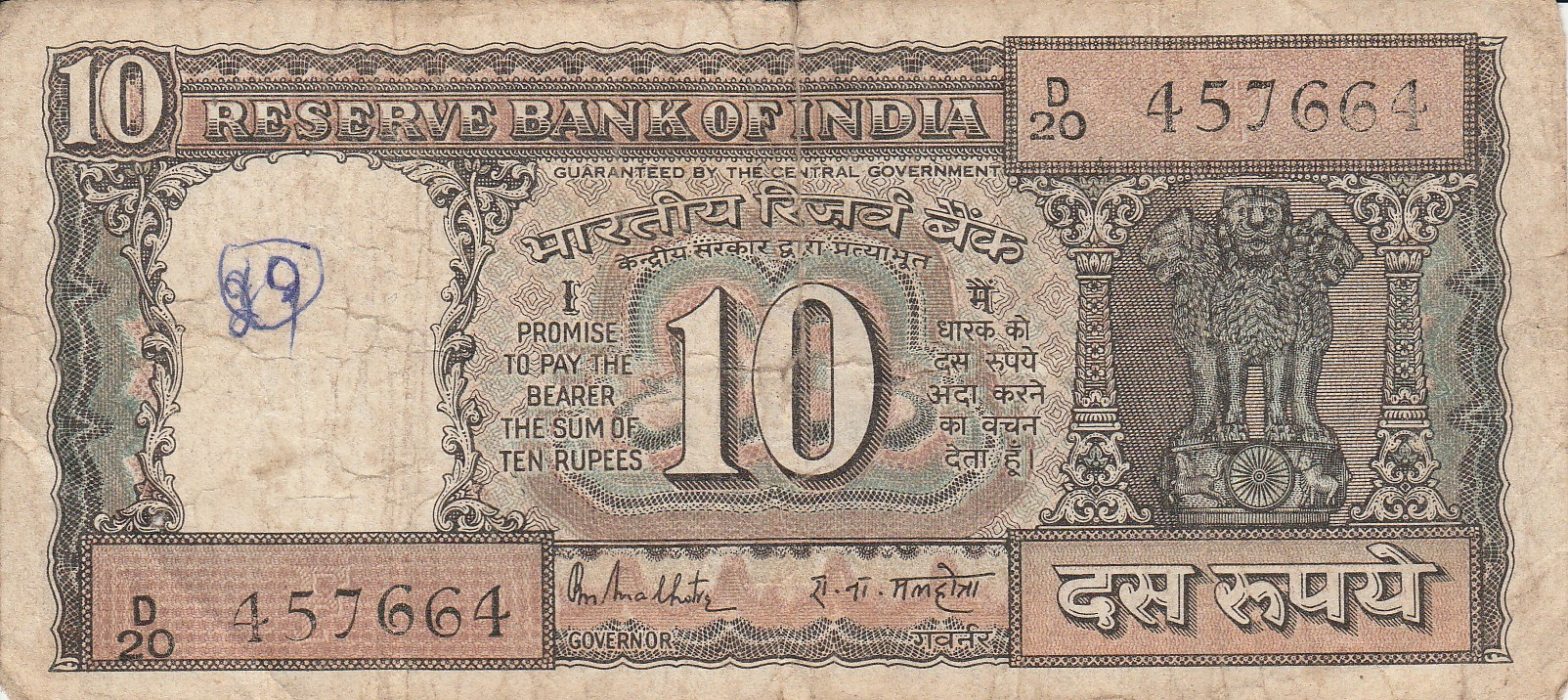
多言語で書かれたインドの紙幣

旧約聖書の『バベルの塔』のたとえ話では、すべての人間が一つの共通言語を話していましたが、彼らが天に到達するために巨大な塔を建てようと決心したとき、神が彼らの言葉を混乱させ、互いに理解できないようにし、異なる言語を話すようにしました。

多言語（たげんご、英: multilingual）とは、複数の言語が並存すること。また、一個の人間、国家、社会、文書、コンピュータ、ウェブサイトやソフトウェアなどが、複数個の言語に直面したり対応したりすること。多重言語ともいう。
複数の言語を使用可能な人間を、多言語話者、マルチリンガル、ポリグロットと呼ぶ。人間は6言語以上の習得から難易度が高くなり、11言語以上の話者をハイパーポリグロット（Hyperpolyglot）と呼ぶ。

## 例
以下に、多言語の例を列挙する。
- 地球規模で展開するインターネットは、多言語の国際組織のような多言語社会である。
  - 多言語社会がある地域に存在し、国家単位をなすとき、基準となる言語がひとつまたは複数存在する。そのような国家を多言語国家と呼ぶ。そのうち、公務に使われることを法令で定めた言語を公用語、その他、多くの人が使うものを共通語と呼ぶ。
  - インターネットでは初め英語が多く用いられていたが、近年では多言語化が目覚ましい。検索エンジンなどのサービスは多言語に対応したものが多い。また機械翻訳エンジンも多く提供されている。
- 多言語対応（多言語化、m17n：multilingualization）
ソフトウェアの「多言語化」を「国際化」と対比して述べる場合、「多言語化」ではソフトウェアが扱う内容に注目し、一つのソフトウェアが複数の文字、言語や文化的慣習を一度に混在させて扱えるようにすることを指す。一方「国際化」ではソフトウェアの利用者に注目し、利用者がもとめる言語や文化的慣習などの要求に応じて、たくさんの言語の中から切り替えて一度には一つだけを使えるようにすることを指す。この場合、多言語化と国際化は補完関係にあり、多言語化されていないが国際化されているソフトウェア（例：国際化された英文ワードプロセッサ）や多言語化されているが国際化されていないソフトウェア（例：操作体系が英語だけで多言語を表示できるウェブブラウザ）もあり得る。ただし、「国際化」と対比しない場合は、多言語を切り替えて利用できるだけの場合も「多言語化」と言う場合がある。
  - World Wide Web（WWW）上において複数の言語に対応するサイトを多言語サイトと呼ぶ（例：ウィキペディア）。
  - パーソナルコンピュータ（パソコン）やサーバの一般向けオペレーティングシステム（OS）は、1990年代は概ね多言語用に別ソフトウェア追加や特殊な操作をする必要があったが、2000年代以後はユーザーがOSを自分で設定して、キーボード・フォント・言語に沿った日付表示方式などの多言語処理をできるようになってきた。
  - 世界中で事業を行う組織の職員情報や顧客情報を扱うディレクトリ・サービスやデータベースでは、人名などをそのまま登録できるように多言語を一度に混在して扱える。
  - 外国語の辞典では、二つ以上の言語をそれぞれ正しい表現で扱える必要がある。

## 話者
多言語話者（マルチリンガル〈英: multilingual〉、ポリグロット〈英: polyglot〉）とは、二種類以上の言語（同じ言語の方言は含まない場合が多い）能力を持っている人のことである。そのうち、二言語話者をバイリンガル（英: bilingual）、三言語話者をトリリンガル（英: trilingual）、四言語以上の話者をマルチリンガル（英: multilingual）と呼ぶ。

しかし、言語をどの程度まで扱える場合に「多言語話者」と定義されるのか（生活に支障がないレベルで十分なのか、母語話者と丁々発止の議論を遣り合える程度なのか、母語習得期に複数の言語を浴びていたのか）は非常に曖昧である。かつ、何をもって一つの言語と数えるのかの議論も輻輳している。
マルチリンガルは、状況・話題・聞き手などに応じて言語を使い分けているのが普通である。もっとも、この現象は、複数方言の話者でも行われているので、多「言語」話者にのみ特徴的なこととは言えない。ポリグロット同士の一連の会話で複数の言語を織り交ぜる現象（コードスイッチング）が観察され、それに関する研究も盛んである。
言語は満8歳（7歳説、5歳説も）まででないと母語としての習得は難しいとされる（臨界期仮説）ため、「外国語の習得には若い方がよい」という主張もあるが、単純に過ぎ、有力な反論も多い。また、幼いうちに外国語を身に付けさせると母語の確立が遅れかねないというジレンマがある上、長じても母語の表現力が貧弱なままでとどまったり（「セミリンガル」）、外国語を習得した人材が相次いで国外流出してしまうといった深刻な社会問題に発展する可能性も高い。
自ら外国語を学習して多言語話者となる以外で多言語話者になる要因としては、個人的なものと社会的なものの2つがある。前者の例としては、日本のような圧倒的なモノリンガル社会にやってきた移民や出稼ぎ労働者が当てはまる。後者の事例としては、スイスやベルギーなど複数の言語共同体が共存している場合である。
しかし、こういった多言語状態を政府は嫌うのが常で、言語政策・言語計画の名の下に「標準語」の策定・普及を推し進め、方言・少数（移民）民族の言語を抑圧し排除されるケースが多々見られる。また、ドイツ語圏やアラビア語圏のように同言語の標準語（公共・教育など）と地方方言（日常生活など）に機能的優劣が付けられた社会も存在し、ダイグロシアと呼ばれる。
ちなみに、一言語のみ習得している者はモノリンガル（英: monolingual）、二言語の環境で育ち、その両言語において年齢に応じたレベルに達していない者はセミリンガルと呼ばれる。近年は、セミリンガルという言葉が否定的だという意見が増え、ダブル・リミテッド（ダブルリミテッド）という名称が広まりつつある。一方、市川力は、外国語で教育された者だけでなく母語だけで教育された者も「セミリンガル」になる可能性はある、母語だけで教育されれば無条件で「モノリンガル」になるという感覚はおかしい、という考えから敢えて「セミリンガル」という単語を使用している（2004年時点）。ダブル・リミテッドは、日本においては帰国子女や日本に住む外国人児童の間に散見されるため、特に教育関係者の懸案事項となっており、言語学や教育学の専門家による研究が広く行われている。
言語獲得は環境および年齢差・個人差が大きい上に、日常会話能力（BICS）はバイリンガルであっても、抽象思考や学習のための言語能力（CALP）がダブル・リミテッドの状態にあり教科学習に支障をきたす者もいる。何をもってバイリンガル、何をもってダブル・リミテッドと判断するのかは未だ曖昧である。

## 2つ以上の公用語、準公用語が存在する国
この中には、国民の一定数、あるいは相当数が非識字、つまり2つ以上の公用語を使いこなす以前に読み書き自体ができない層である国がいくつか存在することに留意すべきである。

### 北米
- アメリカ合衆国：国家レベルでは法定の公用語はないものの国の起こりがイギリスの植民地であったことから英語が事実上の公用語である。また州レベルでは公用語が規定されている場合がある。ニューメキシコ州のスペイン語、ハワイ州のハワイ語など、州によっては別の言語が英語と併せて公用語指定を受けている。アメリカ全域においては、ATMなど公共の場でスペイン語が併記されていることが多く、スペイン語学習者も多いことから、スペイン語が事実上アメリカ国内における第二言語（英語の母語話者にとっては第一外国語）と化している。これは、近年増加しているヒスパニックの影響と推定される。コモンウェルスであるプエルトリコは、1902年のフォラカー法によりスペイン語と英語が公用語となっているが、住人の大多数は英語はほとんど使わず、スペイン語しか話さない。
- カナダ：元々、イギリスの植民地であったことから英語が優勢であるものの、連邦政府としては英語とフランス語の二言語を公用語として平等に扱うことが明文化されている。なお、フランス系カナダ人住民が大半を占めるケベック州ではフランス語のみが公用語として指定されている。

### 中南米
- ニカラグア：スペイン語が公用語であるが、カリブ海側の先住民・ミスキート族は英語とミスキート語を話すため、ニカラグア内戦中の憲法改正により、この二語が大西洋岸の2自治州において公用語に定められた。
- ペルー：征服時からの事情により、スペイン語が主な公用語であるが、人口の半数近いインディオ住人のため、ケチュア語、アイマラ語も公用語になっている。
- ボリビア：ペルーと同じくスペイン語の他にケチュア語、アイマラ語、グアラニー語が公用語である。
- パラグアイ：人口の約80%がグアラニー族とのメスティーソであり、バイリンガルであるため、スペイン語と共にグアラニー語が公用語となっている。
- アルゼンチン：パラグアイ国境付近のメソポタミア地方のコリエンテス州においてはスペイン語と共にグアラニー語も公用語である。

### アジア
- インド：ヒンディー語の他、英語など多数あり、その数は21にも及ぶ（インドの公用語の一覧・インドの言語参照）。
- パキスタン：ウルドゥー語（国家語、母語率7.57%）、英語（公用語）。話者が最も多いのは、パンジャーブ語（母語率44.15%）で、その他パシュトー語（母語率15.42%）、シンド語（母語率14.10%）、サライキ語（母語率10.53%）など、ウルドゥー語を母語とする話者より話者の集団が多い言語がある他、語族が異なる民族も存在する。憲法において将来ウルドゥー語を公用語とする旨定められており、初中等教育はウルドゥー語でなされるため、母語を異にするもの同士が会話する時は、ウルドゥー語を用いることは多いが、ウルドゥー語の公用語化には特に南部で反対が強く、全ての法令や、公文書は英語で書かれ、高等教育も英語でなされている。ただし、英語を自由に操るパキスタン国民はあまり多くない。
- バングラデシュ：ベンガル語が憲法上の公用語であり、国民の99％が使用する。かつて、パキスタンにおいて東パキスタンであった時期に「ベンガル語国語化運動」を契機に国家独立へとつながった。なお、ミャンマー国境に近い地域においてシナ・チベット語族系のラカイン語など、インド国境付近でドラヴィダ語族系のクルク語など、オーストロアジア語族系のカシ語など、また、都市部で（西）パキスタン系でウルドゥー語を母語とする集団があり、残りの1％を形成している。ベンガル語自体も会話語としては方言の分化が激しく、また、行政語としての発達も未熟であったため（1987年以前の法律は英語で書かれている）英語が事実上の公用語として用いられている。1987年以降、政府における英語の使用は急激に減ったものの、2023年バングラデシュ政府は、英語を第二言語とした。
- スリランカ：シンハラ語・タミル語
- 中華人民共和国：北京語音を基本とする標準中国語（普通話と呼称）であるが、各地域に数多くの方言（有名な例として上海語・福建語・広東語など）があり、これらの話者間の相互理解は難しい。そのため、標準語である普通話が存在する。内モンゴル自治区、新疆ウイグル自治区、チベット自治区、広西チワン族自治区においては、各々モンゴル語、ウィグル語、チベット語、チワン語が普通話とともに併用公用語となっており、さらに、下位の少数民族による区域自治単位においては各々の少数民族の言語が公用語として普通話と併用されている。
- 香港（中華人民共和国）：中国語・広東語・英語
- マカオ（中華人民共和国）：中国語・広東語・ポルトガル語
- 台湾（中華民国）：中国語（清国時代の官話を中心とする「國語」・台湾の独自の文化や環境に合わせて変化し誕生した「台湾国語（台湾華語）」）・台湾語・客家語・日本語・原住民諸語等
- 馬祖（中華民国）：中国語（國語・台湾国語（台湾華語））・馬祖語（閩東語）
- インドネシア:インドネシア語を公用語とする。もともとインドネシア語は、交易語（リングワ・フランカ）の海峡マレー語であり、日常で話す人は多くて3,000万人程度、母語としてはジャワ語などを使用する場合が多く、その他、会話言語ではそれぞれの地域で語彙も文法規則も異なる583以上の言葉が日常生活で使われている（インドネシアの言語参照）。ただし、第二言語として理解できる数は多くインドネシア語の識字率は2003年時点で88.5%に達している。
- マレーシア：マレーシア語・英語・中国語（広東語、少数ながら中華人民共和国の普通話、客家語、福建語等）・タミル語
- シンガポール：中国語（中華人民共和国の普通話、少数ながら閩南語・広東語等）・英語・マレーシア語・タミル語
- フィリピン：フィリピン語・英語・スペイン語（1986年まで）
- 東ティモール：テトゥン語とポルトガル語の他、インドネシア語、英語、多数の部族語がある
- ブルネイ：マレーシア語・英語・中国語（広東語）
- パラオ：パラオ語・英語。その他、州憲法で州公用語が規定されることもある（アンガウル州における日本語など）
- アフガニスタン：パシュトゥー語、ダリー語
- 中央アジア諸国：旧ソビエト連邦だった関係で、ロシア語と現地語、またはその話者の母語等
  - カザフスタン:カザフ語（国家語、識語率64.4%）、ロシア語（公用語、識語率95％）
  - キルギス:キルギス語（国家語、母語話者55.2%）、ロシア語（公用語、母語話者34.0％）
  - タジキスタン:タジク語（公用語、母語話者約80%）、ロシア語（第二言語）
  - トルクメニスタン:トルクメン語（公用語、母語話者55.2%）、ロシア語
  - ウズベキスタン:ウズベク語（公用語、母語話者74.3%）、ロシア語

### ヨーロッパ
- アイルランド：アイルランド語（ケルト語）・英語
- イギリス：英語の他、ウェールズでウェールズ語、スコットランドでスコットランド・ゲール語とスコットランド語、北アイルランドでアイルランド語とアルスター・スコットランド語、マン島でマン島語、チャネル諸島でフランス語がそれぞれ公用語になっている
- スイス：ドイツ語・フランス語・イタリア語・ロマンシュ語。ロマンシュ語の話者は非常に少ないとされている
- スペイン：スペイン語（カスティーリャ語）の他に、カタルーニャ語（バレンシア語）、アラン語、バスク語、ガリシア語が州公用語となっている
- フィンランド：フィンランド語・スウェーデン語。オーランド諸島と呼ばれる地域では、スウェーデン系の住民が多く住むため、スウェーデン語が島の公用語として主に話されている
- ベルギー：オランダ語（フラマン語）、フランス語（ワロン語）、ドイツ語
- マルタ：英語・マルタ語
- ロシア：ロシア語が公用語であるが、各民族自治共和国では併用公用語が制定されている。

### アフリカ
- 南アフリカ：英語やアフリカーンス語など公用語は11にも及ぶ。
- ルワンダ：英語・フランス語・ルワンダ語
- ウガンダ：英語・ガンダ語など

アフリカでは、大多数の国々が2つ以上の公用語を有する。この他、公用語ではないが、多種多様な言語が用いられている国や地域がいくつもある。

## 多言語性と作業記憶能力
多言語話者は単言語話者よりも作業記憶能力が高く、その相関は0.20であった。したがって、多言語話者は作業記憶能力の点で僅かながら有利である可能性がある。

## 関連書籍
- Crystal, David（2003）, A Dictionary of Linguistics & Phonetics, 5th edition, Blackwell. p. 51 ISBN 0631226648
- Columbia University Press（2004）, bilingualism in The Columbia Encyclopedia, 6th edition, Columbia University Press.
- Trask, R. L.（1998）, Key Concepts in Language and Linguistics, Routledge. pp. 30 - 1 ISBN 0415157420
- JACETバイリンガリズム研究会[編]（2003）、『日本のバイリンガル教育』、三修社。ISBN 4384040067
- 唐須教光（2002）、『なぜ子どもに英語なのか』、日本放送出版協会。ISBN 4140019565
- 中島和子（1998） 『バイリンガル教育の方法』、アルク（増補改訂版、2001）、ISBN 9784757402829
- 山本雅代
  - （1991）、『バイリンガル』、大修館書店。ISBN 4469243078
  - （1996）、『バイリンガルはどのようにして言語を習得するのか』、明石書店。ISBN 4750308846
  - （2000）、『日本のバイリンガル教育』、明石書店。ISBN 4750313246
- 角山富雄、上野直子[編]（2003）、『バイリンガルと言語障害』、学苑社。ISBN 4761403047
- 櫛田健児（2006）、『バイカルチャーと日本人』、中公新書ラクレ。 ISBN 4121502124